# Dorothea Schwall-Peters
Dorothea Schwall-Peters (Sankt Vith, 9 april 1959) was een Belgisch lid van het Parlement van de Duitstalige Gemeenschap.

## Levensloop
Ze werd beroepshalve onderwijzeres.
Schwall-Peters werd lid van de PJU-PDB (de huidige ProDG) en was voor deze partij van 1990 tot 2005 volksvertegenwoordiger van de Duitstalige Gemeenschap. Tevens was ze van gemeenteraadslid van Sankt Vith, waar ze van 1995 tot 2006 schepen is geweest.
Bij de Waalse verkiezingen van mei 2019 stond ze als laatste opvolger op de Ecolo-lijst voor het arrondissement Verviers.